# Perdiccas I al Macedoniei
Perdiccas I (în greacă veche Περδίκκας) a fost rege al Macedoniei de la aproximativ 700 î.Hr. la aproximativ 678 î.Hr.. Herodot a spus:
„De la Argos au fugit la ilirieni trei frați din descendenții lui Temenus, Gauanes, Aeropus și Perdiccas, și trecând de la iliri în partea superioară a Macedoniei au ajuns la orașul Lebaia.""Acum, acești descendenți ai lui Perdiccas sunt greci, după cum ei înșiși spun, eu am șansa de a cunoaște asta și o voi dovedi, în ultima parte a istoriei mele. ”